# Queen (album Nicki Minaj)
Queen je četvrti studijski album reperice Nicki Minaj. Izdali su ga 10. kolovoza 2018. izdavači Young Money Entertainment, Cash Money Records i Republic Records. To je Minajin prvi album u gotovo četiri godine, nakon albuma The Pinkprint (2014.). Reperica je album počela snimati krajem 2016., a završila u kolovozu 2018. te je surađivala s nekolicinom producenata kako bi postigla željeni zvuk. Sadrži gostovanja repera Eminema, Foxyja Browna, Futurea, Swaea Leeja i Lila Waynea: i pjevača Ariane Grande, Labrintha i The Weeknda.